# Selección de fútbol sub-17 de Nigeria
La Selección de fútbol sub-17 de Nigeria, también llamada Selección infantil de fútbol de Nigeria es el equipo representativo del país en los Mundiales Infantiles organizados por la FIFA y que es controlada por la Federación Nigeriana de Fútbol.
La representativa es la más exitosa en las Copas del Mundo en esta categoría, coronándose campeona en cinco ocasiones.

## Historia
Fue la primera selección campeona de la categoría en el mundial jugado en  China 1985, aunque esa edición fue disputada en categoría sub-16, y es la selección infantil más ganadora de mundiales de la categoría con 5, el último en la edición de 2015. También ha sido campeón africano en 2 ocasiones.
Luego del título obtenido en 2007, se cuestionó sobre que los jugadores recibieran un premio monetario por el logro obtenido, lo cual no es usual en jugadores con esas edades.

## Palmarés
- Copa Mundial de Fútbol Sub-17:
  -  Campeón (5): 1985, 1993, 2007, 2013, 2015.
  -  Subcampeón (3): 1987, 2001, 2009.

- Campeonato Africano Sub-17:
  -  Campeón (2): 2001, 2007.
  -  Subcampeón (2): 1995, 2013.
  -  Tercero (1): 2003.

## Jugadores

### Jugadores destacados
| - Macauley Chrisantus - John Obi Mikel - Taiye Taiwo - Victor Igbinoba - Victor Ogunwusi - Lucky Agbons - Hammed Ibrahim Babatunde - Charles Obaze - Philip Osondu - White Agwuocha - Celestine Babayaro - Mohammed Aliyu - Sani Emmanuel - Wale Afees Arogundade - Terry Enevoh - James Obiorah | - Stanley Okoro - Ugorji Silas - Wilson Oruma - Nwankwo Kanu - Jay Jay. Okocha - Nduka Ugbade - Victor Ikpeba - Gianni Rufai - Victor Osimhen |

## Estadísticas
| Récord | Récord           | Récord       | Récord       | Récord       | Récord       | Récord       | Récord       | Récord       |
| Año    | Ronda            | Pos.         | J            | G            | E1           | P            | GF           | GC           |
| ------ | ---------------- | ------------ | ------------ | ------------ | ------------ | ------------ | ------------ | ------------ |
| 1985   | Campeón          | 1º           | 6            | 5            | 1            | 0            | 10           | 2            |
| 1987   | Subcampeón       | 2º           | 6            | 3            | 2            | 1            | 7            | 5            |
| 1989   | Cuartos de final | 5º           | 4            | 2            | 2            | 0            | 7            | 0            |
| 1991   | No clasificó     | No clasificó | No clasificó | No clasificó | No clasificó | No clasificó | No clasificó | No clasificó |
| 1993   | Campeón          | 1º           | 6            | 6            | 0            | 0            | 23           | 3            |
| 1995   | Cuartos de final | 5º           | 4            | 2            | 1            | 1            | 6            | 4            |
| 1997   | No clasificó     | No clasificó | No clasificó | No clasificó | No clasificó | No clasificó | No clasificó | No clasificó |
| 1999   | No clasificó     | No clasificó | No clasificó | No clasificó | No clasificó | No clasificó | No clasificó | No clasificó |
| 2001   | Subcampeón       | 2º           | 6            | 5            | 0            | 1            | 14           | 5            |
| 2003   | Fase de grupos   | 9º           | 3            | 1            | 1            | 1            | 3            | 3            |
| 2005   | No clasificó     | No clasificó | No clasificó | No clasificó | No clasificó | No clasificó | No clasificó | No clasificó |
| 2007   | Campeón          | 1º           | 6            | 5            | 1            | 0            | 10           | 2            |
| 2009   | Subcampeón       | 2º           | 7            | 5            | 1            | 1            | 16           | 7            |
| 2011   | No clasificó     | No clasificó | No clasificó | No clasificó | No clasificó | No clasificó | No clasificó | No clasificó |
| 2013   | Campeón          | 1º           | 7            | 6            | 1            | 0            | 26           | 5            |
| 2015   | Campeón          | 1º           | 7            | 6            | 0            | 1            | 23           | 5            |
| 2017   | No clasificó     | No clasificó | No clasificó | No clasificó | No clasificó | No clasificó | No clasificó | No clasificó |
| 2019   | Octavos de final | 12º          | 4            | 2            | 0            | 2            | 9            | 9            |
| 2023   | No clasificó     | No clasificó | No clasificó | No clasificó | No clasificó | No clasificó | No clasificó | No clasificó |
| Total  | 12/18            | 2º           | 67           | 48           | 11           | 8            | 159          | 52           |